# NGC 2498
NGC 2498 é uma galáxia espiral barrada (SBa) localizada na direcção da constelação de Gemini. Possui uma declinação de +24° 59' 00" e uma ascensão recta de 7 horas, 59 minutos e 38,7 segundos.
A galáxia NGC 2498 foi descoberta em 19 de Janeiro de 1885 por Édouard Jean-Marie Stephan.